# القمات (قارة)

تعديل مصدري - تعديل

القمات هي إحدى قرى عزلة قارة بمديرية قارة التابعة لمحافظة حجة، بلغ تعداد سكانها 773 نسمة حسب تعداد اليمن لعام 2004.